# 廖皎含
廖皎含，台灣鋼琴家。

## 生平

### 習琴經歷
廖皎含1974年出生於臺北。5-6歲開始習琴，先後師事林瓊玉、吳漪曼及葉綠娜。1991年，以最小年紀參加第一屆台北國際鋼琴大賽。1992年，獲美國費城寇蒂斯（Curtis）音樂學院全額獎學金赴美，主修鋼琴。1996年，續於美國紐約茱莉亞音樂學院取得大鍵琴碩士學位。1997年到2003年，受邀於美國Hudson Valley 弦樂比賽擔任專屬伴奏。1998年獲得美國耶魯大學全額獎學金。受教於鮑立斯‧柏曼（Boris Berman）門下，並擔任其著作《鋼琴彈奏法：鋼琴大師演出備忘錄》中文翻譯。2000年5月，取得鋼琴碩士文憑，並獲選為全美十五位Presser 基金會獎得主之一。2001年5月，取得美國耶魯大學音樂學院演奏文憑碩士，同時獲得校友協會獎。

### 鋼琴家生涯
2000年她參加波蘭華沙國際蕭邦鋼琴大賽。2002年，再參與德國慕尼黑國際鋼琴大賽。2005年夏季，受邀於美國Yellow Barn音樂營擔任Young Artist Program鋼琴教授，同時獲Theodore Banning紀念獎學金參與其音樂營。2007年，她成立了「含光藝術」工作室。
廖皎含目前任教於國立臺灣師範大學、師大附中音樂班、台北市立大學、私立中國文化大學。

## 外部連結
- 廖皎含的個人網站 （页面存档备份，存于）